# Temporada 1980-1981 del FC Barcelona
Les dades més destacades de la temporada 1980-1981 del Futbol Club Barcelona són les següents:

## 1981
- 8 març - Lliga: El Barça cau derrotat per un gol de l'atlètic Marcos al Vicente Calderón (1-0) i amb el record de Quini, segrestat, en la ment de tots.

## Plantilla[1][2]
| Porters - Pedro María Artola - Amador Lorenzo - Francesc Damià Llangostera | Defenses - José Ramón Alexanko - José Antonio Ramos - Antoni Olmo - Rafael Zuviría - Miguel Bernardo Migueli - José Cano Canito - José Joaquín Albaladejo - Manolo Martínez | Centrecampistes - Bernd Schuster - Josep Vicenç Sánchez - Joan Josep Estella - Esteban Vigo - Jesús Landáburu - Francisco Martínez - Juan Manuel Asensi - Julián Rubio - Joan Vilà - Félix Palomares - Juan Pérez Contreras - Jordi Casas - Ángel Pedraza | Davanters - Allan Simonsen - Enrique Castro Quini - Andrés Ramírez - Carles Rexach - Francisco José Carrasco - Johann Krankl - Manolo Muñoz |

## Resultats
| PARTITS |
| --- |
| 5-8-1980 AMISTÓS VITESSE ARNHEIM-BARCELONA 1-2 9-8-1980 AMISTÓS ARMINIA BIELEFELD-BARCELONA 1-2 12-8-1980 AMISTÓS RACING WHITE-BARCELONA 1-2 13-8-1980 AMISTÓS ANDERLECHT-BARCELONA 2-2 /5-4/ PENALS 19-8-1980 AMISTÓS BARCELONA-PSV 2-1 20-8-1980 AMISTÓS BARCELONA-VASCO GAMA 2-1 23-8-1980 AMISTÓS ATLETICO MINERO-BARCELONA 1-1 /3-2/ PENALS 23-8-1980 AMISTÓS CELTA DE VIGO-BARCELONA 3-2 27-8-1980, AMISTÓS GERONA-BARCELONA 1-2 1-9-1980 AMISTÓS INTERNACIONAL P.A-BARCELONA 2-2 7-9-1980 LLIGA MURCIA-BARCELONA 1-2 10-9-1980 AMISTÓS LLORET-BARCELONA 0-2 13-9-1980 LLIGA BARCELONA -ESPANYOL 3-1 16-9-1980 COPA DE LA UEFA SLIEMA WANDERERS-BARCELONA 0-2 21-9-1980 LLIGA S.GIJON-BARCELONA 2-1 23-09-1980 AMISTÓS LLEIDA-BARCELONA 1-7 27-9-1980 LLIGA BARCELONA -VALENCIA 0-3 1-10-1980 COPA DE LA UEFA BARCELONA-SLIEMA WANDERERS 1-0 5-10-1980 LLIGA OSASUNA-BARCELONA 1-0 12-10-1980 LLIGA BARCELONA -LAS PALMAS 1-0 14-10-1980 AMISTÓS GRANOLLERS-BARCELONA 1-9 19-10-1980 LLIGA REAL SOCIEDAD-BARCELONA 2-0 22-10-1980 COPA DE LA UEFA COLONIA-BARCELONA 0-1 26-10-1980 LLIGA BARCELONA -BETIS 1-3 31-10-1980 AMISTÓS AMPOSTA-BARCELONA 0-6 2-11-1980 LLIGA HERCULES-BARCELONA 0-1 5-11-1980 COPA DE LA UEFA BARCELONA-COLONIA 0-4 9-11-1980 LLIGA BARCELONA -ATLETICO DE MADRID 4-2 12-11-1980 AMISTÓS BARCELONA-SABADELL 4-1 16-11-1980 LLIGA BARCELONA -SALAMANCA 3-0 22-11-1980 COPA DEL REI LLEIDA-BARCELONA 1-2 23-11-1980 LLIGA ZARAGOZA-BARCELONA 1-2 30-11-1980 LLIGA BARCELONA -REAL MADRID 2-1 3-12-1980 COPA DEL REI BARCELONA-LLEIDA 5-1 7-12-1980 LLIGA VALLADOLID-BARCELONA 1-1 10-12-1980 AMISTÓS TORTOSA-BARCELONA 1-6 13-12-1980 LLIGA BARCELONA -ALMERIA 6-0 16-12-1980 AMISTÓS BARCELONA-HUMAN STARS 3-2 21-12-1980 LLIGA ATHLETIC DE BILBAO-BARCELONA 4-1 28-12-1980 LLIGA BARCELONA -SEVILLA 3-1 4-1-1981 LLIGA BARCELONA-MURCIA 1-0 7-1-1981 COPA DEL REI BARAKALDO-BARCELONA 0-2 11-1-1981 LLIGA ESPANYOL-BARCELONA 1-0 14-01-1980 AMISTÓS BARCELONA-EUROPA 4-3 18-1-1981 LLIGA BARCELONA-S.GIJON 3-1 21-1-1981 COPA DEL REI BARCELONA-BARAKALDO 1-1 25-1-1981 LLIGA VALENCIA-BARCELONA 3-3 28-01-1981 AMISTÓS EUROPA-BARCELONA 2-3 1-2-1981 LLIGA BARCELONA-OSASUNA 6-0 8-2-1981 LLIGA LAS PALMAS-BARCELONA 1-4 15-2-1981 LLIGA BARCELONA-REAL SOCIEDAD 2-0 19-02-1981 AMISTÓS BARCELONA-IGUALDA 6-2 22-2-1981 LLIGA BETIS-BARCELONA 1-1 25-02-1981 AMISTÓS VILANOVA-BARCELONA 1-6 1-3-1981 LLIGA BARCELONA-HERCULES 6-0 04-03-1981 AMISTÓS BARCELONA-GRAMANET 3-2 8-3-1981 LLIGA ATLETICO DE MADRID-BARCELONA 1-0 11-03-1981 AMISTÓS BARCELONA-JUPITER 10-2 15-3-1981 LLIGA SALAMANCA-BARCELONA 2-1 19-03-1981 AMISTÓS SANT ANDREU-BARCELONA 1-6 22-3-1981 LLIGA BARCELONA-ZARAGOZA 0-0 26-03-1981 AMISTÓS VIC-BARCELONA 1-3 29-3-1981 LLIGA REAL MADRID-BARCELONA 3-0 01-04-1981 AMISTÓS VILAFRANCA-BARCELONA 3-1 05-4-1981 LLIGA BARCELONA-VALLADOLID 2-1 09-04-1981 AMISTÓS IGUALADA-BARCELONA 2-1 12-4-1981 LLIGA ALMERIA-BARCELONA 2-5 16-04-1981 AMISTÓS L'ESCALA-BARCELONA 1-7 19-4-1981 LLIGA BARCELONA-ATHLETIC DE BILBAO 0-1 26-04-1981 LLIGA SEVILLA-BARCELONA 1-1 30-04-1981 COPA DEL REI CASTILLA-BARCELONA 3-5 05-05-1981 COPA DEL REI BARCELONA-CASTILLA 4-1 08-05-1981 AMISTÓS CRUZ AZUL-BARCELONA 3-1 10-05-1981 AMISTÓS ATLETICO MADRID-BARCELONA 0-2 13-05-1981 AMISTÓS SELECCION JALISCO-BARCELONA 1-0 20-05-1981 COPA DEL REI RAYO VALLECANO-BARCELONA 0-3 24-05-1981 AMISTÓS BARCELONA-PUEBLA 2-1 28-05-1981 AMISTÓS SABADELL-BARCELONA 2-2 31-05-1981 COPA DEL REI BARCELONA-RAYO VALLECANO 4-1 31-05-1981 COPA DEL REI BARCELONA-ATHLETIC DE BILBAO 2-0 10-06-1981 AMISTÓS MANRESA-BARCELONA 2-8 13-06-1981 COPA DEL REI ATHLETIC DE BILBAO-BARCELONA 1-2 18-06-1981 COPA DEL REI FINAL BARCELONA-S.GIJON 3-1 21-06-1981 AMISTÓS BARCELONA-ESTRELLA ROJA 2-2 |